# Xã Homewood, Quận Franklin, Kansas
Xã Homewood (tiếng Anh: Homewood Township) là một xã thuộc quận Franklin, tiểu bang Kansas, Hoa Kỳ. Năm 2010, dân số của xã này là 532 người.